# I See a Star
Chansons représentant les Pays-Bas au Concours Eurovision de la chanson
De oude muzikant
(1973) Ding-a-dong
(1975)
I See a Star (« Je vois une étoile ») est une chanson écrite par Hans van Hemert, composée par Gerrit den Braber (en) et interprétée par le duo néerlandais Mouth & MacNeal (composé de Willem Duyn (en) et Maggie MacNeal), sortie en 45 tours en 1974.
C'est la chanson sélectionnée pour représenter les Pays-Bas au Concours Eurovision de la chanson 1974 à Brighton.
Outre la version en anglais et sa version en néerlandais Ik zie een ster, la chanson a également été enregistrée par Mouth & MacNeal en français sous le titre L'amour au pas et en allemand sous le titre Ein goldner Stern (« Une étoile dorée »).

## À l'Eurovision
I See a Star étant entièrement interprétée en anglais, c'est la première fois que la chanson représentant les Pays-Bas à l'Eurovision ne soit pas interprétée en néerlandais, le choix de la langue étant devenu libre en 1973 et le sera jusqu'en 1976, avant d'être rétabli en 1999. L'orchestre est dirigé par Harry van Hoof.
Il s'agit de la 12e chanson interprétée lors de la soirée du concours, après Fleur de liberté de Jacques Hustin pour la Belgique et avant Cross Your Heart (en) de Tina Reynolds pour l'Irlande. À l'issue du vote, elle a obtenu 15 points, se classant 3e sur 17 chansons,.
Maggie MacNeal retournera seule au concours pour représenter les Pays-Bas en 1980 avec la chanson Amsterdam.

## Liste des titres
Singles de Mouth & MacNeal
Do You Wanna Do It (nl)
(1973) Ah l'amore
(1974)
| A1. | I See a Star | Hans van Hemert, Gerrit den Braber (en) | Hans van Hemert | 2:55 |
| B1. | My Friend    | Hans van Hemert, Lennaert Nijgh         | Hans van Hemert | 2:39 |

| A1. | Ik zie een ster (I See a Star) | Hans van Hemert, Gerrit den Braber (en) | Hans van Hemert | 2:55 |
| B1. | Liefste (My Friend)            | Hans van Hemert, Lennaert Nijgh         | Hans van Hemert | 2:39 |

## Classement

### Classement hebdomadaire
| Classement (1974)                       | Meilleure position |
| --------------------------------------- | ------------------ |
| Belgique (Flandre Ultratop 50 Singles)  | 4                  |
| Belgique (Wallonie Ultratop 50 Singles) | 32                 |
| Irlande (IRMA)                          | 1                  |
| Norvège (VG-lista)                      | 3                  |
| Pays-Bas (Nederlandse Top 40)           | 3                  |
| Pays-Bas (Single Top 100)               | 3                  |
| Royaume-Uni (UK Singles Chart)          | 8                  |

### Classement de fin d'année
| Classement (1974)                                                    | Meilleure position |
| -------------------------------------------------------------------- | ------------------ |
| Belgique (Flandre Ultratop) Ik zie een ster (version néerlandaise)   | 40                 |
| Pays-Bas (Nederlandse Top 40) Ik zie een ster (version néerlandaise) | 15                 |
| Pays-Bas (Single Top 100) Ik zie een ster (version néerlandaise)     | 20                 |